# Trachymene linearifolia
Trachymene linearifolia är en flockblommig växtart som beskrevs av Karel Domin. Trachymene linearifolia ingår i släktet Trachymene och familjen flockblommiga växter. Inga underarter finns listade i Catalogue of Life.